# Christian Brittig
Christian Brittig (* 2. März 1966 in Landshut) ist ein ehemaliger deutscher Eishockeyspieler, der während seiner Karriere hauptsächlich für den EV Landshut spielte. Nach dem Ende seiner aktiven Laufbahn wurde er Eishockeytrainer und stand zuletzt bei der Düsseldorfer EG in der Deutschen Eishockey Liga als Cheftrainer unter Vertrag.

## Karriere

### Spielerlaufbahn
Christian Brittig begann seine Karriere bei seinem Heimatverein, dem EV Landshut, für den er zwischen 1984 und 1992 267 Spiele in der 1. Liga absolvierte. Von 1992 bis 1994 spielte er in der 2. Liga, zuerst für den EC Kassel, danach für den EHC Essen West. Zur Saison 1994/95 unterschrieb Brittig einen Vertrag beim amtierenden Meister Mad Dogs München, die jedoch während der Saison aus finanziellen Gründen den Spielbetrieb einstellen mussten. Den Rest der Saison spielte Brittig bei den Augsburger Panthern. Danach wechselte er zu den Preussen Berlin, die ab der Saison 1996/97 als Berlin Capitals auftraten. In der Saison 1999/2000 absolvierte Brittig für den GEC Nordhorn 14 Spiele in der 2. Bundesliga, sowie 38 Spiele in der Oberliga für den EV Landshut, bei dem er bis 2003 blieb. Danach wechselte er zu den DEG Metro Stars in die DEL, wo er noch zwei Jahre aktiv war, und anschließend zwei weitere Saisonen als Assistent von Don Jackson seine ersten Erfahrungen im Trainerbereich sammelte.
Brittig spielte auch mehrere Jahre in der deutschen Nationalmannschaft und nahm an den Olympischen Spielen 1988 sowie der Eishockey-Weltmeisterschaft 1990 teil.

### Erfolge
Mit dem  EV Landshut
- 2002 Deutscher Oberligameister
- 2000 Deutscher Oberliga-Vizemeister

### Trainerlaufbahn
In der Saison 2008/09 wurde Brittig Cheftrainer der Bietigheim Steelers in der 2. Liga, die er auf Anhieb zum Meistertitel führen konnte. Der Aufstieg in die DEL scheiterte jedoch an der Infrastruktur. In der Folgesaison erreichten die Steelers nur noch Platz vier, und am 23. November 2010 wurde Brittig nach einer 1:5-Niederlage bei den Hannover Indians als Tabellenletzter entlassen. Am 19. März 2012 gab die DEG bekannt, dass Brittig ab der Saison 2012/13 als Cheftrainer nach Düsseldorf zurückkehrt.

## Karrierestatistik
| 1984/85                    | EV Landshut                | BL                         | 30  | 7   | 8   | 15  | 4   | 4  | 0  | 1  | 1  | 2  |
| 1985/86                    | EV Landshut                | BL                         | 11  | 4   | 6   | 10  | 0   | 3  | 0  | 1  | 1  | 2  |
| 1986/87                    | EV Landshut                | BL                         | 39  | 13  | 9   | 22  | 19  | –  | –  | –  | –  | –  |
| 1987/88                    | EV Landshut                | BL                         | 35  | 23  | 17  | 40  | 18  | 1  | 0  | 0  | 0  | 0  |
| 1988/89                    | EV Landshut                | BL                         | 32  | 19  | 13  | 32  | 24  | 2  | 1  | 2  | 3  | 0  |
| 1989/90                    | EV Landshut                | BL                         | 36  | 12  | 27  | 39  | 40  | –  | –  | –  | –  | –  |
| 1990/91                    | EV Landshut                | BL                         | 44  | 11  | 23  | 34  | 32  | 51 | 3  | 4  | 7  | 8  |
| 1991/92                    | EV Landshut                | BL                         | 31  | 1   | 8   | 9   | 17  | 91 | 5  | 7  | 12 | 6  |
| 1992/93                    | EC Kassel                  | BL2                        | 45  | 22  | 31  | 53  | 28  | –  | –  | –  | –  | –  |
| 1993/94                    | EHC Essen-West             | BL2                        | 44  | 9   | 20  | 29  | 67  | –  | –  | –  | –  | –  |
| 1994/95                    | Mad Dogs München           | DEL                        | 27  | 1   | 6   | 7   | 14  | –  | –  | –  | –  | –  |
| 1994/95                    | Augsburger Panther         | DEL                        | 14  | 5   | 6   | 11  | 16  | 4  | 1  | 1  | 2  | 4  |
| 1995/96                    | Berlin Capitals            | DEL                        | 50  | 24  | 17  | 41  | 30  | 11 | 6  | 4  | 10 | 6  |
| 1996/97                    | Berlin Capitals            | DEL                        | 50  | 8   | 24  | 32  | 71  | 4  | 0  | 1  | 1  | 0  |
| 1997/98                    | Berlin Capitals            | DEL                        | 48  | 6   | 19  | 25  | 59  | –  | –  | –  | –  | –  |
| 1998/99                    | Berlin Capitals            | DEL                        | 37  | 2   | 7   | 9   | 59  | –  | –  | –  | –  | –  |
| 1999/00                    | GEC Nordhorn               | BL2                        | 14  | 8   | 7   | 15  | 39  | –  | –  | –  | –  | –  |
| 1999/00                    | EV Landshut                | OL-S                       | 38  | 22  | 29  | 51  | 38  | –  | –  | –  | –  | –  |
| 2000/01                    | EV Landshut                | OL-S                       | 34  | 19  | 29  | 48  | 18  | –  | –  | –  | –  | –  |
| 2001/02                    | EV Landshut                | OL                         | 50  | 27  | 38  | 65  | 54  | 8  | 4  | 4  | 8  | 4  |
| 2002/03                    | EV Landshut                | BL2                        | 47  | 20  | 21  | 41  | 34  | –  | –  | –  | –  | –  |
| 2003/04                    | DEG Metro Stars            | DEL                        | 49  | 8   | 15  | 23  | 46  | 4  | 2  | 2  | 4  | 2  |
| 2004/05                    | DEG Metro Stars            | DEL                        | 36  | 3   | 6   | 9   | 18  | –  | –  | –  | –  | –  |
| 1. Bundesliga + DEL gesamt | 1. Bundesliga + DEL gesamt | 1. Bundesliga + DEL gesamt | 569 | 147 | 211 | 358 | 467 | 47 | 18 | 23 | 41 | 33 |

(Legende zur Spielerstatistik: Sp oder GP = absolvierte Spiele; T oder G = erzielte Tore; V oder A = erzielte Assists; Pkt oder Pts = erzielte Scorerpunkte; SM oder PIM = erhaltene Strafminuten; +/− = Plus/Minus-Bilanz; PP = erzielte Überzahltore; SH = erzielte Unterzahltore; GW = erzielte Siegtore; 1 Play-downs/Relegation; Kursiv: Statistik nicht vollständig)